# Tadeusz Petrulewicz
Tadeusz Petrulewicz (ur. 15 stycznia 1894 w Wojtkowicach, zm. 1951 w Penley) – kapitan piechoty Wojska Polskiego, kawaler Orderu Virtuti Militari.

## Życiorys
Urodził się 15 stycznia 1894 w majątku Wojtkowice, w ówczesnym powiecie bielskim guberni grodzieńskiej, w rodzinie Leona i Ewy z Obryckich (1860–1946). Po śmierci ojca i utracie majątku przeniósł się z rodziną do Warszawy, gdzie uczęszczał do szkoły realnej. W 1914 wstąpił do armii rosyjskiej. Walczył jako oficer konnych wywiadowców. Został wysłany pod Brześć z zadaniem prowadzenia dywersji na tyłach armii niemieckiej. Po siedmiu miesiącach walk dostał się do niewoli i został skierowany do obozu w Piotrkowie. Po uwolnieniu wstąpił do Polskiej Organizacji Wojskowej i jednocześnie rozpoczął naukę na Wyższych Kursach Technicznych. W 1918 został wysłany do POW w Kijowie, a stamtąd na Kubań, gdzie w październiku wstąpił do 4 Dywizji Strzelców Polskich. Początkowo służył w Legii Oficerskiej, a następnie w II batalionie 13 pułku strzelców polskich. Po powrocie do Polski służył jako dowódca kompanii szturmowej 28 pułku piechoty. W szeregach tego oddziału walczył na wojnie z Ukraińcami, a następnie wojnie z bolszewikami. Był sześć razy ranny: pod Odessą (1918) i na Litwie oraz w 1920 pod Borejkami, Sokalem, Niewodnicą i Zamościem. Wyróżnił się 22 maja w bitwie pod Borejkami i 28 lipca 1920 pod Niewodnicą Kościelną, gdzie „po zaciętej, gwałtownej walce na bagnety odrzucił nieprzyjaciela z powrotem, zadał mu bardzo znaczne straty w zabitych i rannych, i zdobył 3. karabiny maszynowe. W bitwie tej ranny w piersi, wytrwał do końca bitwy na stanowisku. Z linii zszedł dopiero na rozkaz dowódcy brygady”. 
W 1921 wziął udział w III powstaniu śląskie. Po zakończeniu działań wojennych pozostał w wojsku jako oficer zawodowy i kontynuował służbę w 28 pp. 3 maja 1922 został zweryfikowany w stopniu kapitana ze starszeństwem od 1 czerwca 1919 i 1675. lokatą w korpusie oficerów piechoty. Później został przeniesiony do 73 pułku piechoty w Katowicach.
W 1923 został skierowany do województwa poleskiego w celu przeciwdziałania sowieckiej dywersji zbrojnej. 7 czerwca 1923 na drodze Węgrów–Sokołów Podlaski doszło do wymijania dwóch pojazdów konnych: furgonu wojskowego, którym podróżował kapitan Petrulewicz, w charakterze dowódcy patrolu opisowego z cywilnym omnibusem. W trakcie wykonywania tego manewru woźnica furgonu miał uderzyć batem woźnicę omnibusa Joska Nortmana, a ten mu oddać. Następnie kpt. Petrulewicz oddał w kierunku omnibusa 3–4 strzały z broni palnej. Jeden z wystrzelonych pocisków rykoszetem śmiertelnie zranił dwóch pasażerów omnibusa: Icka Pagorę i Lejzora Lasa. Za ten czyn oraz za nadużycie władzy służbowej wobec podwładnych i osób cywilnych Wojskowy Sąd Okręgowy Nr I w Warszawie 6 marca 1926 skazał kpt. Petrulewicza na karę dwóch lat więzienia z zamianą na pobyt w domu poprawy i wydalenie z wojska. Najwyższy Sąd Wojskowy uchylił wyrok w części dotyczącej zabójstwa dwóch osób i nakazał ponowne rozpatrzenie sprawy. 13 i 31 stycznia 1927 Wojskowy Sąd Okręgowy Nr I pod przewodnictwem podpułkownika Korpusu Sądowego Wacława Ostyk-Syrewicza i przy udziale ppłk. KS Tadeusza Stefana Kamińskiego ponownie rozpoznał sprawę zabójstwa. Oskarżycielem był prokurator, major KS Teofil Maresch, a obrońcą adwokat Niedzielski. 1 lutego 1927 Wojskowy Sąd Okręgowy Nr I ogłosił wyrok w sprawie kpt. Petrulewicza oskarżonego o zabójstwo dwóch pasażerów omnibusu. Sad uznał kpt. Petrulewicza winnym zadania śmierci przez nieostrożność i skazał go na osiem miesięcy więzienia. W uzasadnieniu wyroku sąd zaznaczył, że opierając się na zeznaniach świadków nie było można oskarżonemu zarzucić umyślności w działaniu. Przy ferowaniu wyroku sąd wziął pod uwagę okoliczności wysoce łagodzące, a mianowicie: stan zdrowia oskarżonego, dotychczasową niekaralność, dobrą opinię oraz wybitne zasługi bojowe.
W 1928 był już przeniesiony w stan spoczynku.
W ramach osadnictwa wojskowego otrzymał ziemię w osadzie Sutkowszczyzna, w gminie Świniuchy powiatu horochowskiego. Był organizatorem Przysposobienia Wojskowego Konnego w powiecie horochowskim i zastępcą prezesa Bezpartyjnego Bloku Współpracy z Rządem w gminie Świniuchy. W 1934, jako oficer stanu spoczynku pozostawał w ewidencji Powiatowej Komendy Uzupełnień Warszawa Miasto III. Posiadał przydział do Oficerskiej Kadry Okręgowej Nr I. Był wówczas „w dyspozycji dowódcy Okręgu Korpusu Nr I”.
Zmarł w styczniu 1951, w 3. polskim szpitalu w Penley, w Walii i został pochowany 10 stycznia 1951 na cmentarzu we Wrexham (numer grobu 07940). Grób symboliczny Tadeusza Petrulewicza znajduje się na Cmentarzu Powązkowskim w Warszawie, gdzie została pochowana jego matka. W lipcu 1933 był kawalerem.

## Ordery i odznaczenia
- Krzyż Srebrny Orderu Wojskowego Virtuti Militari nr 863[24][25] – 28 lutego 1921[26][27]
- Krzyż Walecznych[28][21][29]
- Krzyż na Śląskiej Wstędze Waleczności i Zasługi[21]
- Odznaka za Rany i Kontuzje z sześcioma gwiazdkami[30]